# Дальнодіючий акустичний пристрій

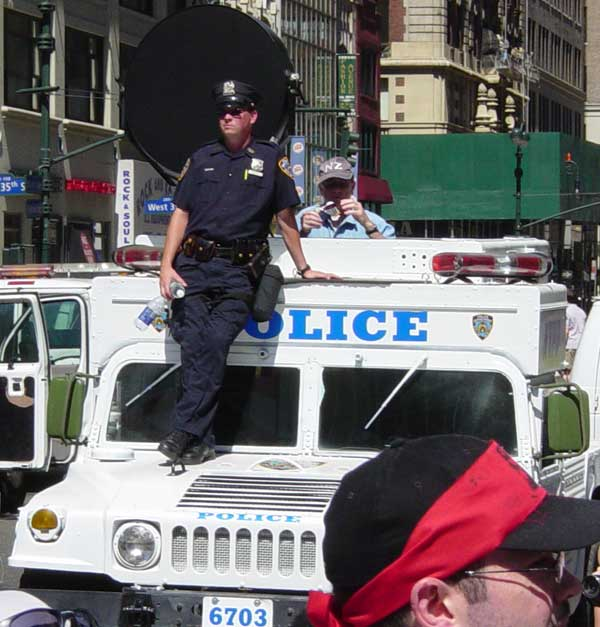
LRAD — круглий чорний пристрій, розміщений на даху поліцейського автомобіля, Нью-Йорк

Дальнодіючий акустичний пристрій (англ. long-range acoustic device, LRAD), пристрій звукового оповіщення (англ. acoustic hailing device) або звукова гармата (англ. sound cannon) — різновид акустичної зброї, спеціалізований гучномовець, що видає звук високої потужності який чутно на великій відстані. Такі гучномовці використовуються для контролю над натовпом, боротьби з морським піратством, масового сповіщення під час стихійного лиха або іншої надзвичайної ситуації, для оборони держави та її кордонів.
Під назвою «Long-range acoustic device» такі пристрої виготовляються американською компанію Genasys. Аналогічний пристрій американської компанії Ultra-HyperSpike під назвою «HyperSpike» внесений у Книгу рекордів Гіннеса як найпотужніший гучномовець. В Росії налагоджене виробництво подібних пристроїв, таких як звукова пушка «Сирин» та пристрій акустичного впливу на біологічні об'єкти «Шёпот».
Вперше вона була випробувана на круїзному лайнері «Seabourn Spirit» у 2005 році неподалік берегів Сомалі. Розробка американських військових досі не набула широкої популярності через високу вартість та сумнівну безпечність використання, однак неодноразово доводила свою ефективність при розгоні демонстрантів та стримуванні розлюченого натовпу. Система LRAD також здатна передавати повідомлення на далекі відстані, що корисно в зонах стихійного лиха тощо. Перші зразки працювали на високому звуковому тиску (162 дБ на метр), що могло фізично нашкодити людині, однак зараз використовують моделювання звуку, здатне викликати відчуття паніки без шкоди для організму.
Дальнодіючі акустичні пристрої можуть спричинити непоправне пошкодження слуху. Гучність звуку деяких з них може досягати 160 децибел на відстані одного метра від пристрою.

## Огляд

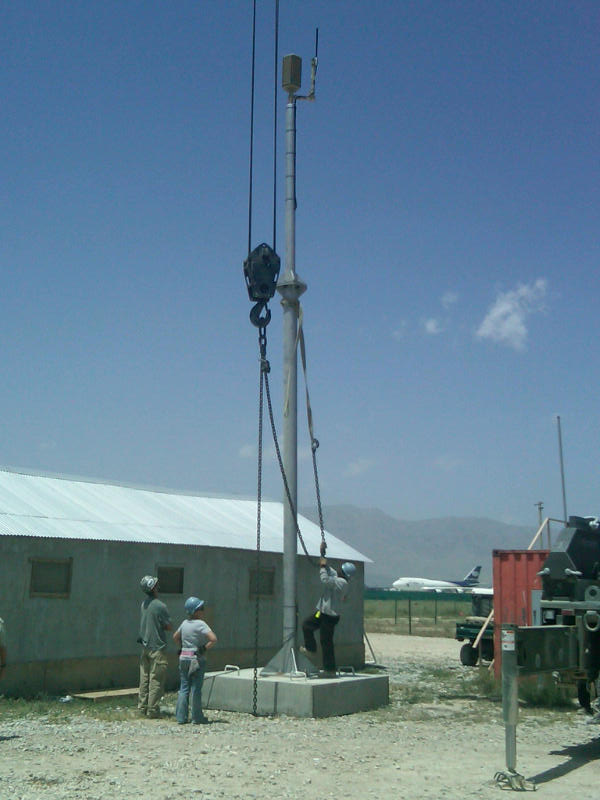
Всеспрямований пристрій звукового оповіщення на бетонній площадці в Афганістані

Пристрій звукового оповіщення — це акустичний пристрій, здатний видавати високорозбірливий звук високої гучності. Відстань ефективного оповіщення залежить від таких факторів як потужність пристрою, спрямованість та частота джерела звуку, середовище передачі сигналу та чутливість і спрямованість приймача. З відстанню рівень (гучність) звуку зменшується або слабшає. Отже, як правило, пристрої більшої потужності мають більшу ефективну дальність.
Пристрої звукового оповіщення можуть бути класифіковані на два види:
1. Спрямовані пристрої, які характеризуються здатністю створювати спрямований голосовий сигнал на велику відстань. Їх спрямованість зазвичай конічна з конічним радіусом від 5° до 60°.
2. Всеспрямовані пристрої, які здатні створювати звуковий сигнал на всі 360°. Такі пристрої можна почути на відстані понад 1,5 милі від головки випромінювача.

## Історія

### Виникнення
Термін «пристрій звукового оповіщення» (англ. acoustic hailing device) набув широкого використання після нападу на американський есмінець USS Cole (DDG-67) у 2000 році в порту Ємен. У жовтні 2000 року есмінець був атакований групою Аль-Каїда, що спрямувала на нього невеликий човен, начинений вибухівкою. Персонал есмінця не міг бути впевненим, що їхні звукові попередження можуть бути почуті човном на великій відстані, щоб, можливо, відвернути атаку. Внаслідок атаки есмінець було сильно пошкоджено, 17 військових моряків загинули та 37 отримали поранення.
Після цього нападу Військово-морські сили США встановили вимоги до пристрою звукового оповіщення. Метою було надання військово-морським силам засобів визначення наміру човна, що наближається на такій достатній відстані, щоб можна було вжити оборонних заходів, якщо цей човен не зверне увагу на попередження. Одним зі складових цієї вимоги було те, що звук потрібно було сфокусувати, щоб він був чітко направлений на човен, що наближається. Військово-морські сили в усьому світі внесли кілька відповідних процедурних змін.
Компанія American Technology Corporation (яка була перейменована на LRAD Corporation у 2010 році та на Genasys на прикінці жовтня 2019 року) створила і розвинула ринок пристроїв звукового оповіщення, який включав виготовлення власного дальнодіючого акустичного пристрою LRAD (Long Range Acoustic Device) у 2003 році. Використовуючи цю нову технологію, військово-морський персонал отримав можливість зв'язуватись з наближаючимися човнами, які не реагують на радіовиклики, з відстані понад 3 км, що дозволило їм своєчасно реагувати належним чином та запобігати можливій небезпеці.

### Сучасність
З моменту появи у 2002 році дальнодіючого акустичного пристрою LRAD такі пристрої звукового оповіщення знайшли широке застосування. Вони використовуються на контрольно-пропускних пунктах, для контролю натовпу, у морському судноплавстві, для масового сповіщення, у системах раннього попередження, для захист критичної інфраструктури, у військових цілях та для захисту і контролю дикої природи. Наразі комерційні, правоохоронні та військові організації використовують пристрої звукового оповіщення по всьому світу.
З тих часів технологія розвивалася і розширювалася. У 2012 році компанія Genasys виробила системи масового сповіщення на основі голосу, а в 2019 році — уніфіковану багатоканальну систему критичної комунікації та корпоративної безпеки.
Пристрої LRAD стали широко використовуватися для зв'язку, і все частіше для контролю натовпу в різних ситуаціях, включаючи громадянські заворушення та протести.
При цьому пристрої можуть класифікуватись як нелетальна зброя і здатні завдати шкоди людині.

## Користувальницькі характеристики
Пристрої звукового оповіщення відрізняються від звичайних акустичних систем трьома ключовими параметрами: гучністю, ясністю (чіткістю) та направленістю (спрямованістю).

### Гучність
Оскільки звук слабшає з відстанню, для досягнення бажаної чутливості звуку потрібен надзвичайно потужний вихідний сигнал. Пристрої звукового оповіщення мають звукову потужність 135 децибел або більше. Звукова потужність пристрою зазвичай виражається через рівень звукового тиску. Рівень звукового тиску — це логарифмічна міра середньоквадратичного тиску даного звуку відносно тиску найтихішого звуку, що може сприйматися вухом людини. Рівень звукового тиску вимірюється в децибелах (дБ). Для довідки: рівень звуку звичайної розмови на відстані 1 метр становить приблизно 50 дБ, а рівень звуку реактивного двигуна на відстані 30 метрів — 150 дБ.

### Ясність
Головним недоліком звичайних акустичних систем та мегафонів є низка розбірливість їх звуку. Рупори та конуси таких систем створюють звук, який або спотворений або не в фазі. Це призводить до загального ефекту «Чарлі Брауна», коли повідомлення приглушене та незрозуміле. Пристрої звукового оповіщення створюють синфазний звук. Завдяки цьому звук з таких пристроїв розбірливий на відстані. Ясність звуку важко виміряти, оскільки це суб'єктивний показник. Проте декілька показників були створені для порівняння пристроїв. Найвідомішим показником є індекс передачі мови (англ. Speech Transmission Index). Його значення варіюються від 0 до 1, де 1 означає ідеальну ясність.

### Направленість

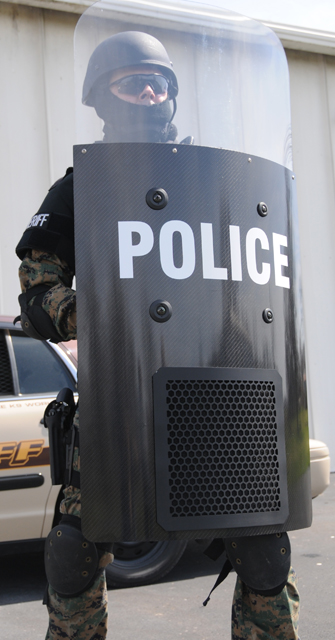
Поліцейський щит з пристроєм звукового оповіщення

Задля оповіщення адресата звукового повідомлення, пристрої звукового оповіщення формують звуковий промінь у напрямку адресата з кутом 30–60°. Така направленість досягається за допомогою конструкції перетворювачів, а також різних відражаючих рупорів.
Направленість пристрою зазвичай вимірюється на частоті з найбільшою направленістю. Зазвичай це діапазон 1–2 кГц. Не всі частоти звуку можуть бути спрямовані однаково. Нижні частоти в басовому діапазоні спрямувати важче; їх направленість може становити 40 градусів або більше залежно від конструкції пристрою.

## Технічні характеристики
Дальнодіючі акустичні пристрої LRAD виготовляє компанія Genasys (NASDAQ: GNSS). Станом на 2022, компанія виробляє лінійку продуктів LRAD різної потужності для систем масового сповіщення. Підкреслюючи основну перевагу своїх продуктів— чіткість і розбірливість голосових повідомлень на великій відстані — компанія відмічає такі їх функції:
- контрольована дисперсія мовлення
- найкраща, порівняно з аналогічними пристроями інших виробників, чіткість та розбірливість звукових повідомлень
- чутність звукових повідомлень у куті 30° досягає 5,000 метрів
- масові сповіщення у куті 60–360° охоплюють території до 14 km²

Продукти LRAD варіюються від портативних пристроїв до пристроїв, встановлених на автомобілях, гелікоптерах, кораблях.
LRAD може випромінювати цільовий «промінь» звуку дуже високої гучності, до 160 дБ на відстані одного метра від пристрою. Це голосніше ніж звук реактивного двигуна при зльоті або звук від пострілу.

## Використання
Станом на 2022 рік, флоти 25 країн перейшли на використання LRAD для забезпечення захисту своїх суден. Моряки військово-морських суден можуть зв'язуватись з човнами, що наближаються, на відстані 3000 м (9800 футів) та більше, та, у разі потреби, можуть вдатись до оборонних заходів. Пристрої також використовуються береговою охороною, військово-морськими базами, комерційними суднами та в портах.
Genasys пропонує свою продукцію в США наступним категоріям споживачів: військові, правоохоронні органи, пожежні та рятувальні служби, прикордонна служба, захист критичної інфраструктури та безпека на морі. Станом на 2022 рік прилади Genasys використовується в 100 країнах. На вебсайті для азіатсько-тихоокеанського регіону компанія пропонує пристрої для управлінню надзвичайними ситуаціями під час стихійних лих, таких як лісові пожежі. Прилади не відносяться до категорії оборонних товарів і не потребують ліцензії на експорт.
Пристрої звукового оповіщення також використовуються для відлякування диких тварин від злітно-посадкових смуг аеропортів, як, наприклад, в аеропорту Чангі в Сінгапурі, а також для захисту газових і нафтових платформ від рибальських човнів, птахів і загроз безпеці.
Існує два основних способи використання пристроїв LRAD: для передачі голосових повідомлень та для передачі звукових сигналів. Так званих «режим сирени» (або, як називає його Genasys, «тон тривоги»), використовується переважно при надзвичайних ситуаціях і також для контролю натовпу. У цьому режимі забезпечується передача звукового сигналу на частоті приблизно 2,000–4,000 герц, що створює максимальний дискомфорт для цільової аудиторії, оскільки цей частотний діапазон для людського слуху є найбільш чутливим. Хоча пристрої LRAD іноді відносять до систем активного заперечення, такі системи базуються на іншій технології, у якій випромінювання міліметрового діапазону змушує нервові рецептори шкіри відчувати тепло.

### В Україні
У січні 2014 року, під час протестів Євромайдану в Києві, розглядалася можливість застосування звукових гармат проти протестувальників. За словами Юрія Луценка, ексміністра внутрішніх справ України, такий сценарій був цілком реальним, однак не був реалізований завдяки діям окремих працівників міліції. Один із них, за свідченням Луценка, запобіг застосуванню дальнодіючих акустичних пристроїв, що могло б призвести до серйозних наслідків для здоров’я учасників протестів.

## Ризики
Пристрої звукового оповіщення можуть використовуватися як нелетальна зброя. Зазвичай людське вухо витримує рівень звукового тиску у 120 дБ перш ніж відчути біль. Пристрої звукового оповіщення здатні випромінювати акустичну енергію 135 дБ або більше. Американське управління охорони праці заявляє, що будь-який рівень звукового тиску понад 90 дБ потребує захисту слуху. Зі збільшенням гучності зростає ймовірність втрати слуху. Ефективна дальність нелетальної дії пристрою звукового оповіщення залежить від його загальної акустичної потужності. Зазвичай така дальність становить 50 метрів або менше.
На додаток до «голосової» функції пристрою, яка аналогічна гучномовцю, LRAD може також виконувати функцію «попередження», при якій пристрій видає дуже гучні гудки або дуже гримкі звукові сигнали. Використання пристрою для контролю натовпу було описане як «звукова гармата» або звукова зброя, хоча це було спростовано виробником. Звук можна націлити у вузькому та конкретному діапазоні, який не впливає на тих, хто працює з пристроєм або стоїть поруч із ним. Організації за громадянські свободи стурбовані його використанням поліцією, його використання було оскаржене в судах США. Одним із занепокоєнь є те, що офіцери поліції недостатньо навчені його використанню.
Правоохоронні організації та виробник стверджують, що системи LRAD призначені в основному для зв'язку на далекі відстані; однак пристрій має надзвичайно високу потужність децибел і він використовувався як нелетальна зброя для контролю натовпу. Поліція зазвичай використовує моделі, які не настільки потужні, як військові моделі; однак, генеруючи рівні від 137 дБ до 154 дБ, вони здатні спричинити біль, дезорієнтацію, нудоту, мігрень та незворотні пошкодження.
Використання LRAD Департаментом поліції Нью-Йорка оскаржувалось у федеральному суді США у 2020 році. Через потенційні ризики та відсутність досліджень впливу звукової зброї на здоров'я профспілка Американських громадянських свобод рекомендувала призупинити їх використання під час протестів.